# Mircea Dumitru
Mircea Dumitru (ur. 14 lipca 1960 w Bukareszcie) – rumuński filozof i nauczyciel akademicki, profesor, rektor Uniwersytetu Bukareszteńskiego, od 2016 do 2017 minister edukacji narodowej i badań naukowych.

## Życiorys
Absolwent liceum muzycznego w Bukareszcie. W latach 1980–1985 studiował na wydziale filozoficzno-historycznym Uniwersytetu Bukareszteńskiego. W 1998 doktoryzował się na tej uczelni w zakresie filozofii. Kształcił się również w Stanach Zjednoczonych na Tulane University (Ph.D. z 1998).
W drugiej połowie lat 80. pracował jako nauczyciel w szkołach w okręgu Ilfov i następnie w Instytucie Politechnicznym w Bukareszcie. Od 1990 zawodowo związany z wydziałem filozoficznym Uniwersytetu Bukareszteńskiego, w 2004 objął stanowisko profesora w katedrze filozofii teoretycznej i logiki. W latach 1999–2000 był prodziekanem swojego wydziału, następnie do 2008 pełnił funkcję dziekana. Od 2008 do 2011 zajmował stanowisko prorektora Uniwersytetu Bukareszteńskiego. W grudniu 2011 został rektorem tej uczelni, w grudniu 2015 rozpoczął drugą kadencję na tej funkcji. Gościnnie wykładał m.in. na uczelniach w USA i Finlandii. W 2014 został członkiem korespondentem Academia Română.
W lipcu 2016 objął urząd ministra edukacji narodowej i badań naukowych w technicznym rządzie Daciana Cioloșa. Sprawował go do stycznia 2017.